# Madre de Deus (Bahia)
Madre de Deus é um município brasileiro do estado da Bahia, na Região Metropolitana de Salvador. 
Com 32,201 km², segundo o Instituto Brasileiro de Geografia e Estatística (IBGE), é o menor município da Bahia em área territorial.

## História
Habitada originalmente pelos indígenas tupinambás, um de seus primeiros nomes era o de Ilha dos Cururupebas, em virtude do cacique tupinambá Cururupeba que habitava nessa ilha e, após anos de resistência, ter sucumbido às investidas dos colonizadores portugueses no século XVI.
Em 1698, as autoridades coloniais criaram um distrito para organizar administrativamente a ilha. Este distrito recebeu um nome de Madre de Deus do Boqueirão.
Em divisão administrativa referente ao ano de 1911, o distrito de Madre de Deus do Boqueirão, pertencia ao município de São Francisco. Assim permanecendo em divisões territoriais datadas de 31-XII-1936 e 31-XII-1937. Pelo Decreto Estadual n.º 11.089, de 30 de novembro de 1938, o distrito de Madre de Deus do Boqueirão teve seu nome modificado para a denominação de Madre de Deus.
Em 1947, o distrito foi incorporado ao município de Salvador, condição que permaneceria até 1989, quando ocorreu sua emancipação política.

## Geografia
O município é localizado em uma ilha. Sua ligação com o continente é através dos municípios de Candeias e São Francisco do Conde. Apenas 100 metros a separam do continente e uma ponte foi construída no fim dos anos cinquenta com a criação do terminal marítimo da Petrobras, o TEMADRE. Com a maré baixa é possível atravessar a pé de um lado para outro.
A ilha situa-se na Baía de Todos os Santos, a maior do Brasil. Além do terminal marítimo da Petrobras, outras atividades são a pesca artesanal e o turismo pois trata-se da praia mais próxima da região. É uma região marcada por fortes agressões ecológicas, oriundas da indústria petrolífera, sendo marcantes na História do Município os derramamentos de petróleo de 1992 e 1999.

### Subdivisão administrativa
Este município é subdividido em duas macro-áreas: a Ilha de Madre de Deus e a Ilha de Maria Guarda. A ilha de Madre de Deus, por sua vez, se divide nos bairros do Centro, Suape, Cação, Marezinha, Mirim, Alto do Paraíso, Apicum, Nova Madre de Deus e Quitéria, Alto da Matriz, Alto do Santo Antônio, Alto da Boa Vista, Cururupeba, Malvinas e Nova Brasília.

## Cultura

### Esporte

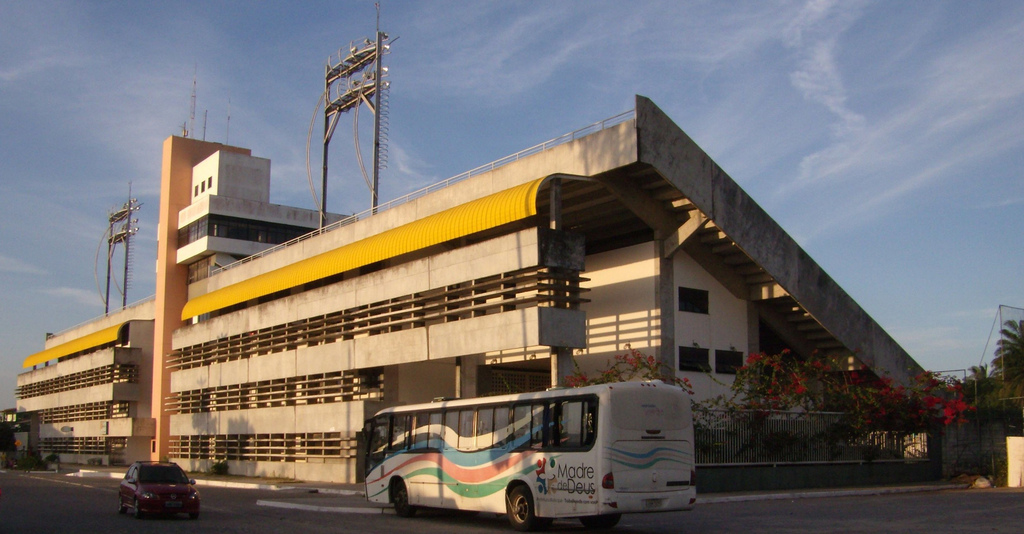
Vista externa do Estádio municipal.

O município é sede do clube de futebol Madre de Deus Sport Clube, fundado em 22 de janeiro de 2002, que em 2008 venceu de forma invicta a Segunda Divisão Baiana de 2008, e se qualificou para disputar a Primeira Divisão Baiana 2009. Porém, no ano seguinte, teve uma atuação insuficiente na primeira divisão que resultou no seu rebaixamento para a Segunda divisão do campeonato baiano.

## Imagens

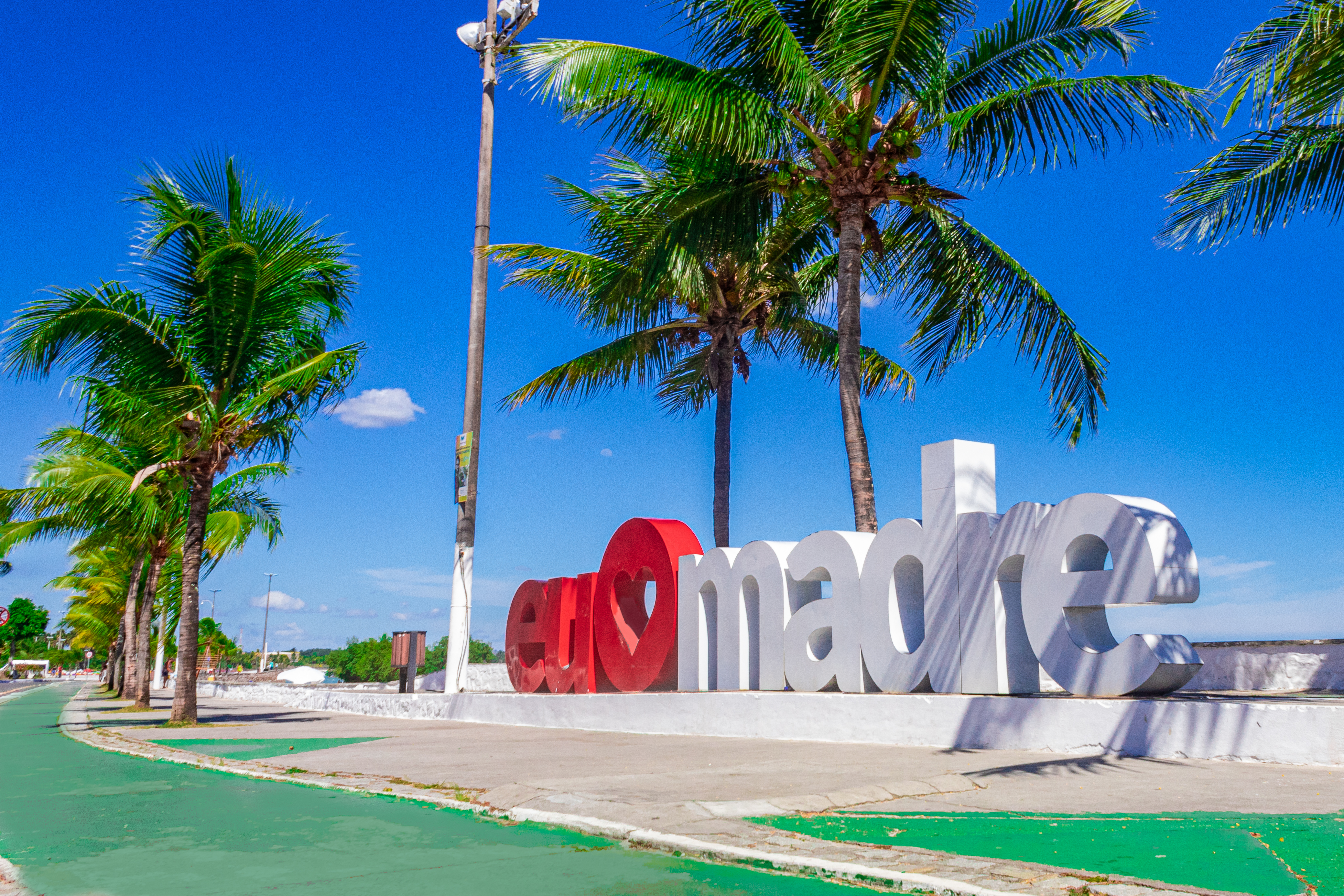